# The Legend of Zelda: Oracle of Ages
The Legend of Zelda: Oracle of Ages (ゼルダの伝説 ふしぎの木の実 時空の章?, Zerua no Densetsu: Fushigi no Ki no Mi Jikū no Shō) è un videogioco sviluppato da Flagship e pubblicato da Nintendo. Il gioco è stato prodotto per Game Boy Color ma se utilizzato con un Game Boy Advance mostrava delle caratteristiche addizionali. Il gioco è la controparte di The Legend of Zelda: Oracle of Seasons un altro videogioco pubblicato per Game Boy Color nello stesso periodo. I due giochi dispongono di alcune sezioni visibili solamente se in possesso di entrambi i titoli.

## Trama
Il gioco è ambientato dopo Oracle of Seasons. La Triforza incarica Link di svolgere una missione nella terra di Labrynna. Dopo essere stato teletrasportato sull'isola, Link incontra Impa, circondata da mostri, che all'arrivo di Link fuggono. Impa gli chiede di aiutarla a raggiungere la cantante Nayru, l'Oracolo del Tempo. Arrivati dalla cantante Impa si dimostra posseduta dalla strega malvagia Veran che si trasferisce nel corpo di Nayru, e grazie ai suoi poteri, va quattrocento anni nel passato, facendo cadere il mondo nella paura e causando vari problemi alla timeline. Sarà compito di Link, viaggiando tra le epoche (presente e passato), raccogliere le otto essenze del tempo, sconfiggere Veran e salvare il mondo di Labrynna.

### SerieOracle
Il gioco fornisce un sistema di password che permette di terminare il gioco con un personaggio e iniziare Oracle of Seasons con lo stesso nome e gli stessi dati. Nel caso si disponga di entrambi i giochi e li si collega, la trama dei suddetti diventa più articolata, si hanno a disposizione più oggetti ed il gioco viene terminato affrontando Ganon, altrimenti si affrontano solo i personaggi precedenti. Le streghe Duerova complottano infatti di far resuscitare Ganon, ucciso in A Link to the Past, accendendo tre fiamme (la Fiamma del Dolore, la Fiamma della Distruzione e la Fiamma della Disperazione), e seguirle con un sacrificio umano. Nel gioco collegato, viene mostrato che le azioni di Veran fanno accendere la Fiamma del Dolore, la seconda a essere accesa, e il rapimento di Zelda accende la Fiamma della Disperazione. Link riesce a interrompere il rituale, e dato che Zelda non era stata sacrificata in tempo, il rituale è così incompleto e Ganon rinasce in forma bestiale, venendo nuovamente sconfitto.

## Sviluppo
In origine Nintendo e Capcom pensavano di creare una trilogia basata sulla Triforza, chiamata The Legend of Zelda: The Mysterious Acorn, ma poi, a causa della difficoltà di collegare le trame e dell'eccessivo tempo di sviluppo, sono stati sviluppati solo Oracle of Ages e Oracle of Seasons.

## Accoglienza
| Testata                            | Giudizio |
| ---------------------------------- | -------- |
| GameRankings (media al 09-12-2019) | 91.79%   |
| Famitsū                            | 30/40    |
| GamePro                            | 4/5      |
| GameSpot                           | 9.2/10   |
| IGN                                | 10/10    |
| Nintendo Power                     | 5/5      |

Oracle of Ages è stato un successo commerciale e di critica: IGN e Nintendo Power gli hanno dato il massimo punteggio, e anche le altre recensioni sono state generalmente positive.